# 조이 수호 통상 조약
조이 수호 통상 조약 (朝伊修好通商條約)은 1884년(고종 21년) 조선과 이탈리아 왕국 간에 조인된 조약이다. 

## 개설
조선이 일본과의 강화도 조약에 따라 1876년에 개항한 뒤, 1882년 미국과 수호통상조약을 맺고 서구열강에게 문호를 개방하였다. 이에 동아시아에 진출을 꾀하던 많은 서구열강들은 청나라가 조선과의 통상을 주선해주기를 원했다.
이탈리아는 1884년 주청공사였던 루카를 조선에 파견하여, 조선의 전권대신이었던 김병시(金炳始)와 접촉하여 그해 6월 26일 전문 13조로 된 조이수호통상조약을 체결하였다.
조약내용은 조미수호통상조약과 대동소이한 불평등조약이었다.

## 같이 보기
- 조독 수호 통상 조약